# 슝다이린
슝다이린(웅대림, 중국어: 熊黛林, 영어: Lynn Hung 린 훙[*], 1980년 10월 10일 ~ )은 중국의 모델, 영화배우이다.
중화인민공화국 장쑤성 난징에서 출생하였으며 지난날 한때 중화인민공화국 구이저우 성 구이양에서 잠시 유아기를 보낸 적이 있는 그녀의 신장은 179cm이고 1999년 중화인민공화국 상하이에서 모델 첫 데뷔하였다.

## 영화
- 2008년: 엽문 ... 장영성 역
- 2008년: 엽문 ... 장영성 역
- 2009년: 왜자다정
- 2010년: 엽문 2 ... 장영성 역
- 2010년: 화전희사
- 2010년: 엽기적인 그녀2
- 2017년: 스마트 체이스 ... 링 모 역

## 궈푸청과의 연인 관계
슝다이린은 중국 배우 궈푸청(郭富城, 곽부성)과 16살의 나이차를 극복하고 연인 관계를 이어온 사실이 알려지면서 화제가 되었으며, 2012년 6월 외국에서 비밀리에 결혼할 가능성이 크다고 신화망(新華網)과 금일신문망(今日新聞網)이 2012년 1월 30일 보도했다. 두 사람의 측근 소식통에 따르면 궈푸청은 소속사에 6월 2주일간의 휴가를 신청했으며 그 기간에 홍콩에 있지는 않고 개인여행을 떠날 것이라고 밝혔다고 한다. 또한 궈푸청이 휴가 동안 슝다이린을 데리고 매니저도 모르는 국외로 날아가 혼례를 올릴 것이라고 말했다고 한다. 귀푸청은 친한 연예인 동료인 선자웨이와 추수전이 일본에서 결혼한 것과, 장즈린과 위안융이가 오스트레일리아에서 결혼한 것을 본뜰 생각이라고 알려졌다. 이미 4~5명의 친한 친구에겐 일정을 알려 미리 스케줄을 비워달라고 당부했으며 당일에는 양가 가족과 친척만 불어 조촐하게 결혼식을 치를 계획이라고 소식통은 소개했다. 슝다이린은 아이를 갖고 싶어 하는 궈푸청을 위해 산부인과를 찾아 정밀검사를 받았으며 임신에 좋다는 한방약을 처방, 복용하는 것으로 알려졌다.
그 후, 슝다이린은 속옷 브랜드 행사장에서 "평소 비밀연애를 해왔기 때문에 결혼은 반드시 공개하겠다"고 말하였으며, "올해 신부가 되는 건 어떻게 생각하냐"는 질문에 "나쁘진 않다"며 "주위 친구들이 모두 결혼하고 아이를 가져서 요즘 좀 외롭다"고 말해 언론에서는 2012년 6월 결혼설과 임신설을 제기하며 다양한 추측을 보였다.
하지만 슝다이린은 2011년 2월 23일 한 매체와의 인터뷰에서 궈푸청과의 결혼을 묻는 질문에 “우리는 친구 그 이상도 이하도 아니다”며 관련 발언을 하지 말아줄 것을 요청한 것으로 전해졌다.
이후, 중화권 언론들은 궈푸청이 슝다이린의 과거를 문제 삼아 결국 결별했다고 보도했다. 슝다이린은 데뷔 전 포르노 배우로 활동했었는데, 궈푸청이 최근 이러한 소식을 전해듣고 직접 해당 영상을 구해 본 뒤, 결별을 선언했다는 것이다.